# Aichi E3A
Die Aichi E3A war ein katapultierfähiges Schwimmerflugzeug, welches von den Ernst Heinkel Flugzeugwerken als Heinkel HD 56 konstruiert wurde.

## Geschichte
Der japanische Flugzeughersteller Aichi Tokei Denki beauftragte die Heinkel Flugzeugwerke mit der Konstruktion eines katapultfähigen Bordaufklärers. Sie wollten damit an Ausschreibungen der Kaiserlich Japanischen Marine im Jahre 1931 teilnehmen. Mit der Bezeichnung Heinkel HD 56 baute Heinkel einen Prototyp, der in Japan als Aichi E3A die Ausschreibung gegen die Nakajima E4N und die Kawanishi E5K gewinnen konnte. Aichi Tokei Denki baute elf weitere Flugzeuge, die aufgrund erweiterter Forderungen der Kaiserlich Japanischen Marine umgebaut und verbessert wurden. Dieser Umbau erfolgte auch am Prototyp. Insgesamt wurden so 12 Flugzeuge dieses Typs gebaut. Die Aichi E3A wurden noch im Zweiten Japanisch-Chinesischen Krieg als Bordflugzeug der Leichten Kreuzer der Sendai-Klasse eingesetzt.

## Technische Daten
| Kenngröße                    | Daten der Aichi E3A         |
| ---------------------------- | --------------------------- |
| Besatzung                    | 2                           |
| Länge                        | 8,45 m                      |
| Spannweite                   | 11,1 m                      |
| Höhe                         | 3,67 m                      |
| Leermasse                    | 1118 kg                     |
| max. Startmasse              | 1600 kg                     |
| Höchstgeschwindigkeit (VMO)  | 197 (185) km/h              |
| Dienstgipfelhöhe             | 4710 m                      |
| Reichweite bei max. Zuladung | ca. 753 km                  |
| Triebwerk                    | ein Hitachi Type 90 Amakaze |